# Публий Клавдий Пулхер (консул 249 пр.н.е.)
Вижте пояснителната страница за други личности с името Публий Клавдий Пулхер.
Публий Клавдий Пулхер (на латински: Publius Claudius Pulcher) е римски политик и генерал от фамилията на Клавдиите.

## Биография
Син е на Гай Клавдий Центон и брат на Апий Клавдий Кавдекс и първият Клавдий, на който се дава когномена Пулхер („красив“).
През 253 пр.н.е. той е едил и през 249 пр.н.е. консул заедно с Луций Юний Пул. Като консул е командир на римската флота в първата пуническа война. Той губи битката при Дрепана в Сицилия против картагенците, понеже игнорирал лошия знак, когато някои кокошки не искали да ядат. По Светоний и Цицерон Клавдий хвърля кокошките във водаата, ut biberent, quando esse nollent („за да пият, щом не искат да ядат“). Той е извикан обратно в Рим и накаран да номинира един диктатор. Той номинира своя подчинен Марк Клавдий Глиция, което не е признато и се избира Авъл Атилий Калатин. Клавдий получава парична глоба. Скоро след това той умира, вероятно се самоубива (вероятно през 246 пр.н.е.).
Легендарната Клавдия Квинта е вероятно негова дъщеря. Неговият син Апий Клавдий Пулхер e консул 212 пр.н.е.